# Mikuni Rentarō

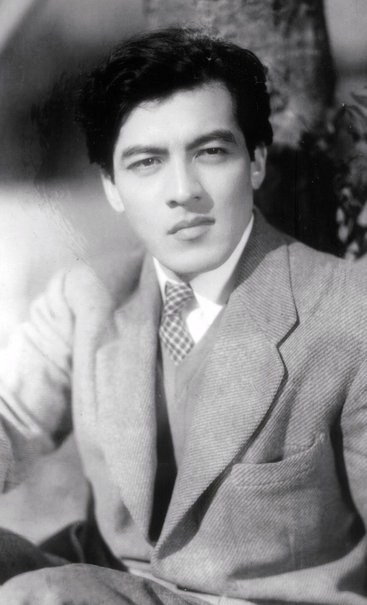
Mikuni Rentarō

Mikuni Rentarō (japanisch 三國 連太郎, eigentlich Satō Masao; geboren 20. Januar 1923 in Ōta (Präfektur Gumma); gestorben 14. April 2013 in Tokio) war ein japanischer Filmschauspieler.

## Leben und Wirken
Mikuni Rentarō wuchs bei einer Pflegefamilie in der Präfektur Shizuoka aus; zog dann mehrfach um. Als er 1943 fürs Militär gemustert wurde, wurde er als volltauglich eingestuft. Er überlegte unterzutauchen, gab den Gedanken aber auf. Er wurde in China eingesetzt.
Nach dem Zweiten Weltkrieg schloss sich Mikuni einem Filmunternehmen (heute Shōchiku) an. Er hatte 1951 sein Filmdebüt in „Zemma“ (善魔) – „Gute Fee“ unter der Regie von Kinoshita Keisuke. Als sehr vielseitiger Schauspieler trat er in einer ganzen Reihe sehenswerter Filme auf, darunter:
- 1952 „Honjitsu kyūshin“ (本日休診) – „Heute keine Sprechstunde“ des Regisseurs Shibuya Minoru (1907–1980),
- 1956 „Biruma no tategoto“ (ビルマの竪琴) – „Die Harfe von Birma“ (Regie Kon Ichikawa). Deutsch als „Freunde bis zum letzten“,
- 1961 „Ōi naru tabiji“ (大いなる旅路) – „Ein langer Weg“ des Regisseurs Sekigawa Hideo (関川 秀雄; 1908–1977), Auszeichnung mit dem „Blue Ribbon Award“,
- 1962 „Seppuku“ (切腹) unter der Regie von Kobayashi Masaki, deutsch als „Harakiri (1962)“,
- 1964 „Kiga kaikyō“ (飢餓海峡) – „Meeresstraße des Hungers“ (Regie: Uchida Tomu),
- 1964 „Echigo tsutsuishi oyashirazu“ (越後つついし親不知) – „Echigo ohne die Eltern zu kennen“ unter der Regie von Imai Tadashi,
- 1968 „Kamigami no fukaki yokubō“ (神々の深き欲望) –„Die wichtigsten Wünsche der Götter“, Regie Imamura Shōhei und
- 1973 „Kaigenrei“ (戒厳令) – „Ausnahmezustand“ unter der Regie von Yoshida Yoshishige.

Eine erfolgreiche Komödien-Serie war „Tsuri-baka Nisshi“ (釣りバカ日誌), „Tagebuch der eifrigen Angler“. Mikuni stellt einen Firmenchef dar, der einen Untergebenen – gespielt von Toshiyuki Nishida (西田 敏行, * 1947) zum Angeln mit aufs Meer nimmt. Die Serie lebt davon, dass Nishida oft schlauer ist als sein Chef.
Mikunis Darstellung 1989 der Hauptfigur in „Rikyū“ (利休), also des Teemeisters Sen no Rikyū, wurde besonders bewundert. Der Film erschien auf Deutsch unter dem Titel „Rikyu, der Teemeister“. Mikuni erhielt dafür seinen zweiten „Blue Ribbon Award“. – Mikuni wurde vielfach als bester Nebendarsteller  mit dem „Japanese Academy Award“ ausgezeichnet.
Der Filmschauspieler Kōichi Satō ist sein Sohn.